# ويليام هربرت كيمب
ويليام هربرت كيمب (بالإنجليزية: William Herbert Kemp)‏ هو كيميائي وسياسي بريطاني (وحمل سابقاً جنسية المملكة المتحدة لبريطانيا العظمى وأيرلندا)، ولد في 1881، وتوفي في 17 يناير 1957. حزبياً، نشط في الحزب الليبرالي.